# Grandstar Cargo
Grandstar Cargo (кит. 银河国际货运航空公司) — небольшая грузовая авиакомпания со штаб-квартирой в Тяньцзине (Китай), работающая в сфере регулярных и чартерных грузовых авиаперевозок между странами Европы, Америки и Азии.

## Маршрутная сеть
В феврале 2012 года Grandstar Cargo работала на регулярных перевозках из франкфуртского аэропорта в международный аэропорт Шанхай Пудун и Тяньцзинь, а также между Тяньцзинем и сеульским международным аэропортом Инчхон.

## Флот
По состоянию на февраль 2012 года авиакомпания Grandstar Cargo эксплуатировала один самолёт Boeing 747-4B5F/SCD (регистрационный номер B-2427), ещё три лайнера находились в состоянии заказа.